# Miroslav Poche
Miroslav Poche (ur. 3 czerwca 1978 w miejscowości Chlumec nad Cidlinou) – czeski polityk i samorządowiec, poseł do Parlamentu Europejskiego VIII kadencji.

## Życiorys
Absolwent Czeskiego Uniwersytetu Rolniczego w Pradze oraz wydziału nauk społecznych Uniwersytetu Karola w Pradze. Pracował jako urzędnik administracji rządowej, później zajął się prywatną działalnością gospodarczą. Został działaczem Czeskiej Partii Socjaldemokratycznej, był wiceprzewodniczącym regionalnego komitetu wykonawczego partii. W 2002 po raz pierwszy wybrany do rady miejskiej Pragi, w 2010 wszedł również do samorządu dzielnicy Praga 3. W 2014 z listy socjaldemokratów uzyskał mandat eurodeputowanego VIII kadencji.
W 2018 socjaldemokraci zgłosili jego kandydaturę na ministra spraw zagranicznych w koalicyjnym rządzie Andreja Babiša. Jego nominacji sprzeciwił się jednak prezydent Miloš Zeman i nie dokonał w czerwcu tegoż roku jego zaprzysiężenia.